# Transports en République centrafricaine
Les infrastructures et services de transport de la République centrafricaine sont au cœur des enjeux de développement. Le pays est à la fois étendu: 623 000 km2, avec une faible densité de population moyenne de 6 hab./km2, et éloigné des façades maritimes. Le port de mer le plus proche: Douala, est à  1 450 km de Bangui. Il faut parcourir 2 000 km pour atteindre l’Océan indien, 3 000 km pour la Méditerranée.
Les exportations centrafricaines sont fortement pénalisées par les surcoûts de transport liés à l’enclavement. Le coût du transport représente environ 50 % du prix de vente des grumes centrafricaines. Pour les importations, l’impact du coût de transport est également très significatif. Par exemple, l’écart de prix à la pompe pour les carburants entre la RCA et le Cameroun est de l’ordre de 160 à 200 FCFA par litre.

## Plan sectoriel de transport
Avec l’appui de la Banque mondiale, le Gouvernement élabore et met en œuvre des Plans Sectoriels de Transport. Le PST 1 (1990-1997) a essentiellement visé les objectifs de réhabilitation et d’entretien des infrastructures surtout terrestres, de renforcement institutionnel et de privatisation des activités opérationnelles. Le second Plan Sectoriel de Transport : PST 2 (2000-2005) produit pendant la décennie 90 n’a pu être appliqué du fait des bouleversements de la conjoncture politique.

## Transport ferroviaire

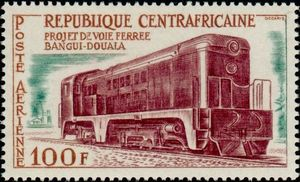
projet de voie ferrée

Aucun transport ferroviaire n’est possible en Centrafrique, le pays est dépourvu de toute ligne de chemin de fer.
Une ligne de chemin de fer de 6 km reliant les villages de Zinga et Mongo a fonctionné entre 1920 et 1960. Cette ligne permettait le franchissement par voie terrestre du seuil de Zinga sur la rivière Oubangui. La Compagnie Générale de Transport en Afrique Equatoriale (CGTAE), entreprise de transport fluvial a exploité cette ligne jusqu’en 1960.

## Transport routier

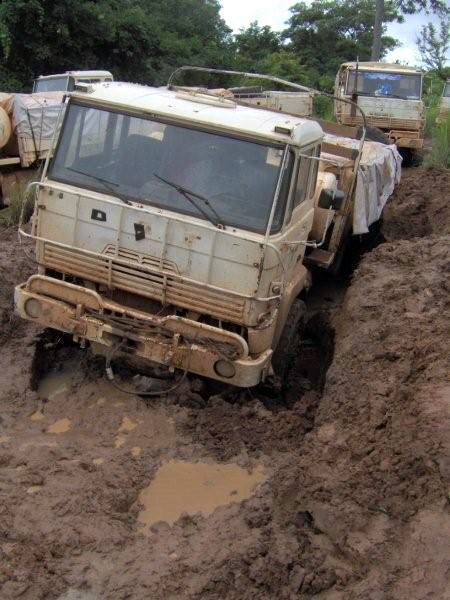
Circulation difficile pour un convoi humanitaire (2007)

En 2007, le pays compte 24 492 km de routes dont 5 318 km de routes nationales, 3 909 km de routes régionales et 15 265 km de pistes rurales. En 2003, il y a 1 850 véhicules particuliers et 1 650 véhicules commerciaux en circulation.[réf. nécessaire]
La République centrafricaine est desservie par 5 000 km de routes nationales dont près de 650 km sont bitumées. 
- RN 1 : 482 km du nord de Bangui, par Bossangoa à Moundou (Tchad).
- RN 2 : 1 202 km de l’est de Bangui par Bambari et Bangassou à Bambouti, frontière soudanaise.
- RN 3 : 453 km de l’ouest de la RN 1 à Bossembélé, par Bouar et Baboua à Garoua-Boulaï sur la frontière camerounaise, cet axe fait partie la route transafricane n° 8 Lagos-Mombassa et du Corridor Douala Bangui.
- RN 4 : 554 km de la RN 2 à Damara, 76 km au nord de Bangui vers le nord par Bouca et Batangafo à Sarh (Tchad).
- RN 5 : de l'Est de la RN 8 à Bambari, Ippy, Bria, Ouadda, à Birao sur la RN 8.
- RN 6 : 605 km du sud-ouest de Bangui, par Mbaïki, Carnot et Berbérati à Gamboula sur la frontière camerounaise.
- RN 7 : 87 km de Bossemptélé à Bozoum
- RN 8 : de Kouango à Ongo sur la RN 2, puis du nord-est de la RN 2 à Sibut, 23 km par Kaga-Bandoro, Ndélé, et Birao à la frontière soudanaise.
- RN 9 : de Kongbo (RN 2) à Mobaye
- RN 10 : 136 km du sud de la RN 6 à Berbérati, par Bania jusqu’à Nola.
- RN 11 : 104 km de Baoro sur la RN 3 vers le sud, à Carnot sur la RN 6.

## Voies navigables
La voie fluviale par le Congo et l’Oubangui constitue l’accès historique pour le transport et les échanges de la région. Les trois principaux cours d’eau navigables sont l’Oubangui, la Sangha et la Mpoko, représentant près de 900 km, ils sont reliés au réseau des voies navigables du bassin Congo-Oubangui-Sangha, soit environ 2 000 km. La navigabilité est assurée pendant la saison des pluies et en saison des hautes eaux.

## Ports fluviaux
Bangui, Nola, Salo, Zinga.

## Aéroport et aérodromes

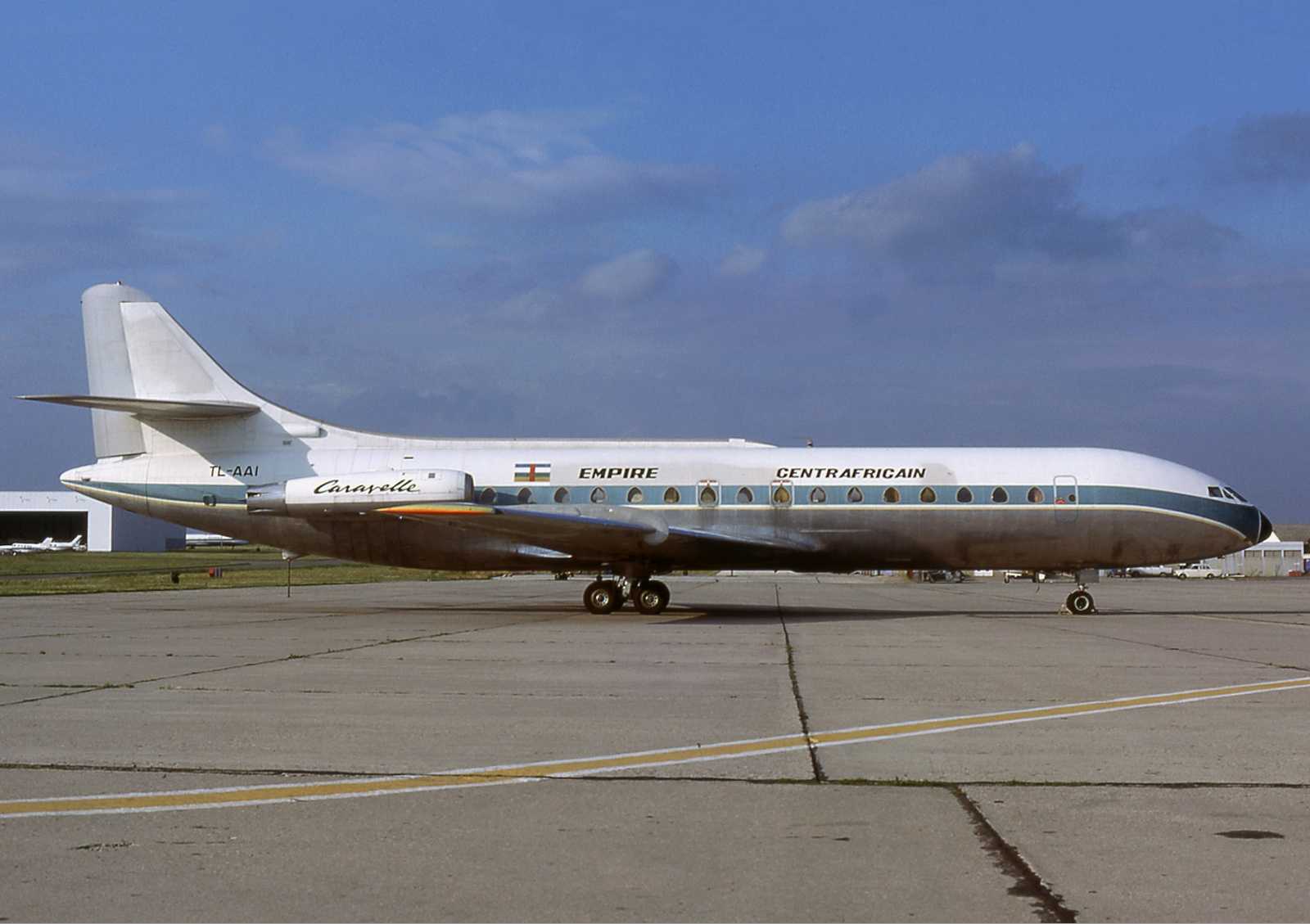
Caravelle centrafricaine (1977)

En 2004, on estime que le pays compte cinquante aérodromes  dont trois disposent d’une piste revêtue. L’Aéroport international de Bangui ou Bangui-Mpoko, est le plus important du pays. En 2015, l'ASECNA recense 38 aérodromes et pistes : Alindao, Bakouma, Bambari, Bambouti, Bangassou, Batangafo, Berbérati, Birao-Poste, Bocaranga, Boda, Bossangoa, Bouar, Bouca, Bozoum, Bria, Carnot, Damara, Dékoa, Gamboula, Grimari, Kaga-Bandoro, Kavadja, Kembé, Kouango, Melle-Gordil, Mobaye, Ndélé, Obo-Mboki, Obo-Poste, Ouadda, Ouanda-Djallé, Paoua, Sarka, Sibut, Rafaï, Yalinga, Zémio.